# خيسوس كورونا
خيسوس مانويل كورونا رويز (بالإسبانية: Jesús Manuel Corona Ruíz)‏ ويعرف أيضاً باسم إيل تيكاتيتو (بالإسبانية: El Tecatito)‏ هو لاعب كرة قدم مكسيكي في مركز الجناح الأيمن ولد في يوم 6 يناير 1993 في مدينة هيرموسيو في ولاية سونورا في المكسيك، يلعب حالياً مع بورتو في البرتغال ولعب أيضاً مع نادي مونتيري ولعب مع منتخب المكسيك لكرة القدم ويبلغ طوله 173 سم.

## روابط خارجية
- خيسوس كورونا على موقع الاتحاد الدولي (مؤرشف)  (الإنجليزية)
- خيسوس كورونا على موقع الاتحاد الأوربي (الإنجليزية)
- خيسوس كورونا على موقع إي إس بي إن إف سي (الإنجليزية)
- خيسوس كورونا على موقع قاعدة بيانات كرة القدم.إي يو (الإنجليزية)
- خيسوس كورونا على موقع ليكيب (الفرنسية)
- خيسوس كورونا على موقع ناشيونال فوتبول تيمز (الإنجليزية)
- خيسوس كورونا على موقع Soccerway.com (الإنجليزية)
- خيسوس كورونا على موقع عالم كرة القدم.نت (الإنجليزية)
- خيسوس كورونا على موقع AS.com (الإسبانية)